# Simon Friedrich Wolffhardt
Simon Friedrich Wolffhardt (auch Simon Friedrich Wolffarth; Simon Friedrich Wolffartus; * 18. August 1650 in Mainbernheim; † 13. März 1709 in Magdeburg) war zwischen 1686 und 1709 lutherischer Abt des Klosters Berge bei Magdeburg. Daneben fungierte er als Inspektor für andere Konvente.

## Leben
Simon Friedrich Wolffhardt wurde am 18. August 1650 in der Stadt Mainbernheim im Fränkischen Reichskreis geboren. Mainbernheim war Teil der Markgrafschaft Brandenburg-Ansbach. Über seine Familie ist nichts Genaues bekannt. Auch Wolffhardt selbst tauchte erstmals mit dem Beginn seines Studiums in den Quellen auf. Er immatrikulierte sich am 7. August 1673 an der Universität Wittenberg. Hier stieg er am 27. April 1676 zum Magister der Philosophie auf. In der Folge gelang es Wolffhardt innerhalb der Universität aufzusteigen. Am 1. Oktober 1679 ist er als Adjunkt der Philosophischen Fakultät nachweisbar. Im Wintersemester 1682 wurde Wolffhardt zum Dekan der Philosophischen Fakultät ernannt.
Parallel zu seiner Arbeit an der Universität nahm Wolffhardt außerdem eine Stelle als Landschaftsassessor in der Stadt Magdeburg auf. Damit war er eng mit der politischen Obrigkeit in der Stadt verbunden. Im Jahr 1686 wurde Simon Friedrich Wolffhardt zum Abt des Klosters Berge gewählt. Während seiner Regierungszeit wurde die Klosterschule erweitert. Schon ein Jahr später wurde er zum Inspektor für den Konvent des Klosters Marienborn in der Gemeinde Sommersdorf ernannt, das Teil des Magdeburger Domkapitels war. Wolffhardt übernahm im Jahr 1689 außerdem die Inspektionstätigkeit für das ebenfalls im Einfluss des Magdeburger Sprengels stehende Kloster Hillersleben. Am 24. April 1690 heiratete Wolffhardt Christine Elisabeth Leyser.
Am 18. Juni 1698 erwarb er vom Domkapitel Magdeburg für 800 Taler die Kurienstätte Breiter Weg 8 mitsamt Garten und Blasiuskapelle. Auf dem ausgedehnten Grundstück befanden sich neun kleine Häuser, deren Besitzer an ihn insgesamt 36 Taler Grundzins zu entrichten hatten. Wolffhardt selbst errichtete am Breiten Weg 8 ein Wohnhaus. 1702 gestattete er dem Amtsboten Heinrich Heinrichs die Errichtung eines Hauses, wofür ein Erbzins von vier Talern zu zahlen war.
Simon Friedrich Wolffhardt starb am 13. März 1709 in Magdeburg.